# La Jara (Novo México)
La Jara é uma Região censo-designada localizada no estado americano de Novo México, no Condado de Sandoval.

## Demografia
Segundo o censo americano de 2000, a sua população era de 209 habitantes.

## Geografia
De acordo com o United States Census Bureau tem uma área de 36,8 km², dos quais 36,8 km² cobertos por terra e 0,0 km² cobertos por água.

## Localidades na vizinhança
O diagrama seguinte representa as localidades num raio de 44 km ao redor de La Jara.